# Murmanská
Murmanská je název ulice v Praze 10 spojující Kubánské náměstí a Bajkalskou s ulicemi Ruská a Nad Primaskou. Měří 191 metrů a je obousměrně průjezdná. Na Kubánském náměstí je ulice zahrazena, nedá se vjet ani do Bajkalské, tudíž je tímto směrem slepá. Pojmenována je po ruském přístavním městě Murmansk. Tento název nese od svého vzniku v roce 1957, kdy získala řada nově vzniklých ulic ve Vršovicích jména zeměpisných názvů tehdejšího Sovětského svazu.